# Shy Moon
"Shy Moon" é uma canção composta por Caetano Veloso, gravada em 1984, com versos escritos em inglês. Em entrevista concedida ao jornal O Globo, Caetano comentou como surgiu a ideia da música e de convidar Ritchie para compor um dueto com ele na gravação:
| “ | Acho que eu estava bêbado quando comecei a compô-la, saindo de um bar que ficava no Largo do Rio Vermelho. Depois de pronta, eu duvidava se era boa para ser gravada. Ritchie surgiu na minha cabeça como uma motivação para aprovar. Eu o convidei e ele, para minha alegria, topou gravá-la. Procurou cantar suavemente e ficou bem bonita. | ” |

O nome da música surgiu quando Caetano, ao mirar a lua naquele bar no Largo do Rio Vermelho (que é um bairro boêmio de Salvador), veio à sua mente a expressão "shy moon" (que, em português, significa "lua tímida").

Capa de "Velô", álbum de Caetano do qual "Shy Moon" é a faixa 4 do lado B.

Em 1983, Caetano estava circulando o Brasil com o show "Velô", experimentando o repertório do álbum homônimo, que ainda viria a gravar e a ser lançado no ano seguinte. No repertório, estava a então inédita canção "Shy Moon". Caetano relutava em incluí-la no show, pois se sentia inseguro com suas composições em inglês. Na época, declarou: "A língua inglesa tem milhões de canções maravilhosas, não precisa de mim. E eu não preciso da língua inglesa, porque eu tenho a língua portuguesa, que eu trato bem quanto posso." Mas foi convencido a colocá-la no show graças aos elogios entusiasmados feitos por Vinicius Cantuária.
Ritchie, que assistiu a um dos shows da turnê, foi até o camarim de Caetano elogiar "Shy Moon". Isso motivou Caetano a convidá-lo para a gravação em estúdio. Ritchie, ao receber o convite, comentou: "Vindo de seu ídolo, não é um convite, é uma ordem".
A música se tornou a décima faixa do álbum "Velô". Foi sucesso nas rádios, entrou na trilha sonora da novela "Um Sonho a Mais", da Rede Globo, e também ganhou um videoclipe exibido no programa "Fantástico". Anos depois, Ritchie e Caetano lembraram com risadas das gravações, lembrando que nas filmagens eles vestiram roupas de astronautas e saíram "derrubando muros num planeta estranho". Ritchie teorizou a respeito do clipe:
| “ | Acho que a ideia era de criar uma simbologia, uma alegoria do estrangeiro no Brasil com sua tentativa de derrubar os muros da MPB. | ” |

## Regravação de 2024
Em dezembro de 2023, a União Brasileira de Compositores laureou Caetano Veloso com o Prêmio UBC, criado para homenagear grandes expoentes da música e arte brasileira. Durante a cerimônia em que Caetano recebeu a premiação, que contou com apresentações de artistas como Jão, Luisa Sonza, João Gomes e Gilberto Gil, Ritchie também participou interpretando "Shy Moon" em novo arranjo, cantando e tocando flauta. Este comentou que, após a performance ter sido muito elogiada por Caetano, tomou coragem de convidá-lo para comemorar o 40° aniversário da canção fazendo uma regravação do primeiro dueto. A resposta, narrou Ritchie, não poderia ter sido melhor: 
| “ | Para minha enorme honra e felicidade, ele aceitou no ato. Estou novamente no céu com o resultado musical do nosso reencontro. Obrigado, Mestre! | ” |

O videoclipe, dirigido por Paulo Fontenelle, mostrando o reencontro dos dois em estúdio, foi postado no YouTube em 14 de fevereiro de 2025.